# Kristine Poghosian
Kristine Atomi Poghosian (în armeană Քրիստինե Ատոմի Պողոսյան; n. 27 septembrie 1982, Ptghni⁠(d), Abovyani šrǰan⁠(d), Republica Sovietică Socialistă Armeană, URSS) este o politiciană armeană.

## Biografie
Kristine Poghosyan s-a născut la 27 septembrie 1982 în Ptghni, Provincia Kotayk, Armenia Sovietică. A studiat cibernetica la Universitatea Națională Politehnică din Armenia⁠(d) și a absolvit în 2003. Și-a continuat studiile și a obținut o a doua diplomă la aceeași universitate în management umanitar și economic în 2007. Kristine Poghosyan este căsătorită și are trei copii.

## Carieră
Cariera sa profesională a început în departamentul de resurse umane al companiei Yerevan Brandy, al cărei director a fost între 2005 și 2007. În 2007, s-a transferat la Grupul Imex, pentru care a fost, de asemenea, responsabilă de resursele umane până în 2010. În 2013 a fost implicată în fondarea companiei de bijuterii Tre Gufo, al cărei director a fost până în 2018.
În mai 2018 a preluat un post de asistent al prim-viceprim-ministrului. A demisionat în ianuarie 2019, după ce a fost aleasă în Adunarea Națională a Armeniei la alegerile parlamentare din decembrie 2018, reprezentând contractul civil. Este o susținătoare a comunității LGBT din Armenia, precum și a îmbunătățirii cooperării interparlamentare dintre parlamentele din Nagorno-Karabah și Armenia.